# Aegla sanlorenzo
Aegla sanlorenzo is een tienpotigensoort uit de familie van de Aeglidae. De wetenschappelijke naam van de soort is voor het eerst geldig gepubliceerd in 1942 door Schmitt.